# Occupazione di Costantinopoli
L'occupazione di Costantinopoli (in turco İstanbul'un İşgali) (13 novembre 1918 – 4 ottobre 1923), la capitale dell'Impero ottomano, da parte delle forze britanniche, francesi e italiane, si svolse in conformità con l'Armistizio di Mudros, che concluse la partecipazione degli ottomani nella prima guerra mondiale. Le prime truppe francesi entrarono in città il 12 novembre 1918, seguite dalle truppe britanniche il giorno successivo. Le truppe italiane sbarcarono a Galata il 7 febbraio 1919.
Le truppe alleate occuparono zone situate nei distretti di Costantinopoli (ora Istanbul) ed istituirono un'amministrazione militare alleata all'inizio del dicembre 1918. L'occupazione ebbe due fasi: la fase iniziale in conformità con l'armistizio lasciò il posto ad un accordo più formale nel 1920 in base al trattato di Sèvres. Alla fine, il trattato di Losanna, firmato il 24 luglio 1923, portò alla fine dell'occupazione. Le ultime truppe degli Alleati partirono dalla città il 4 ottobre 1923 e le prime truppe del governo di Ankara, comandate da Şükrü Naili Paşa (III Corpo d'armata), entrarono in città con una cerimonia il 6 ottobre 1923, che venne contrassegnato come il Giorno della Liberazione di Istanbul (in turco: İstanbul'un Kurtuluşu) ed è commemorato ogni anno nel suo anniversario.
Il 1918 vide Costantinopoli cambiare di mano per la prima volta da quando i turchi ottomani conquistarono la capitale bizantina nel 1453. L'occupazione, insieme all'occupazione di Smirne, stimolò l'istituzione del movimento nazionale turco, portando alla guerra d'indipendenza turca.

## Antefatti

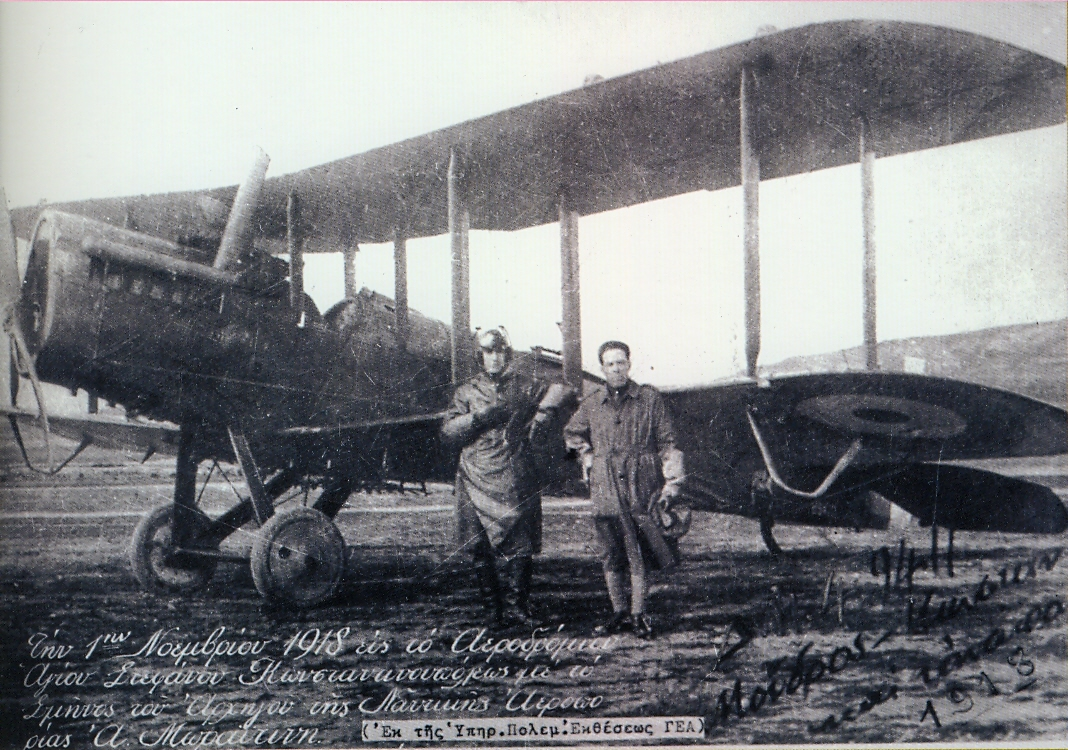
Aviatori greci al campo d'aviazione di Santo Stefano, dopo l'armistizio di Mudros.

Gli ottomani stimarono che la popolazione di Costantinopoli nel 1920 fosse tra gli 800 000 e 1 200 000 di abitanti, avendo raccolto la statistica della popolazione dai vari organi religiosi. L'incertezza nella cifra riflette la numerosa popolazione di rifugiati di guerra e le divergenze sui confini della città. La metà o meno erano musulmani, il resto era in gran parte greco-ortodossa, armena ortodossa, ed ebraica; vi fu una sostanziale popolazione europea occidentale prima della guerra.

### La legalità dell'occupazione

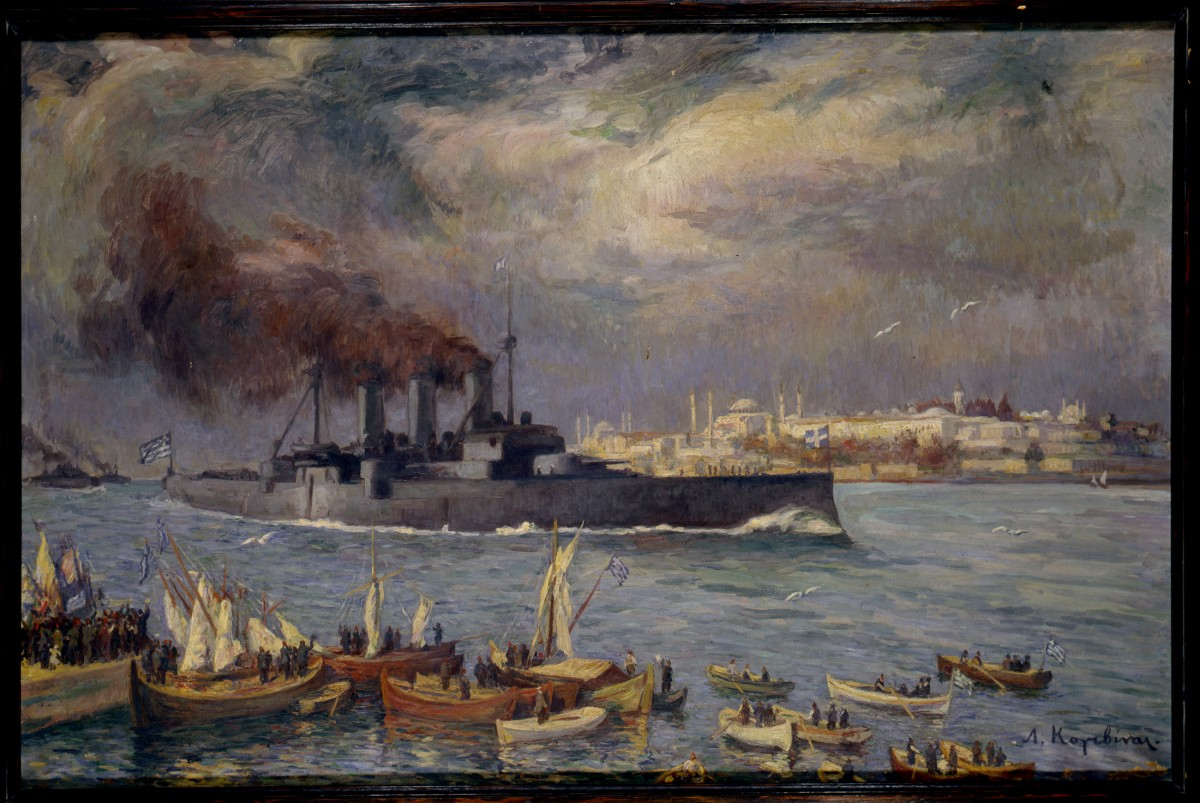
Incrociatore corazzato Averof della Marina greca nel Bosforo, 1919.

L'armistizio di Mudros del 30 ottobre 1918, che terminò il coinvolgimento ottomano nella prima guerra mondiale, menzionò l'occupazione del forte del Bosforo e del forte dei Dardanelli. Quel giorno, Somerset Arthur Gough-Calthorpe, il firmatario britannico, dichiarò la posizione della Triplice Intesa di non aver alcuna intenzione di smantellare il governo o di nominarlo sotto occupazione militare per "occupare Costantinopoli". Questa promessa verbale e la mancanza della menzione dell'occupazione di Costantinopoli nell'armistizio non cambiarono la realtà per l'Impero ottomano. L'ammiraglio Somerset Gough-Calthorpe poneva la posizione britannica come "assolutamente nessun tipo di favore per qualsiasi turco e abbandono della speranza per loro". La fazione ottomana tornò nella capitale con una lettera personale di Calthorpe, destinata solo agli occhi di Rauf Orbay, in cui promise a nome del governo britannico che solo le truppe britanniche e francesi sarebbero state utilizzate nell'occupazione delle fortificazioni degli Stretti. Ad un piccolo numero di truppe ottomane sarebbe potuto essere permesso di rimanere nelle zone occupate come simbolo di sovranità. L'occupazione fu illegale fino al 16 febbraio 1920, quando gli Alleati presero provvedimenti per trovare una base giuridica.

## L'amministrazione militare interalleata

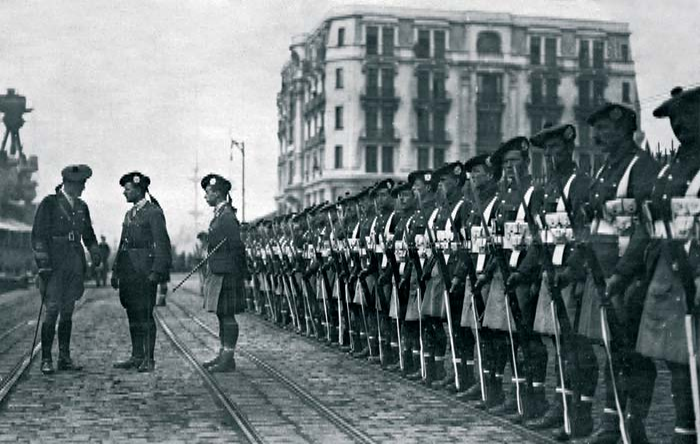
Le forze di occupazione britanniche al porto di Karaköy, di fronte alla linea di tram costiero. L'edificio in stile Art Nouveau sullo sfondo è la sede delle Linee Marittime turche (Türkiye Denizcilik Isletmeleri).

Gli Alleati iniziarono ad occupare il territorio ottomano subito dopo l'armistizio di Mudros; 13 giorni dopo, una brigata francese entrò a Costantinopoli, il 12 novembre 1918. Le prime truppe britanniche entrarono in città il giorno seguente. All'inizio del dicembre 1918, le truppe alleate occuparono sezioni di Costantinopoli e istituirono un'amministrazione militare alleata.
Il 7 febbraio 1919, un battaglione italiano con 19 ufficiali e 740 soldati sbarcò al molo di Galata; il giorno dopo si aggiunsero altri 283 carabinieri, comandati dal colonnello Balduino Caprini. I carabinieri assunsero compiti di polizia.
Il 10 febbraio 1919, la Commissione suddivise la città in 3 zone per questioni di polizia: Stambul (la città vecchia) venne assegnata ai francesi, Pera-Galata agli inglesi e Kadiköy e Scutari agli italiani.

### Somerset Calthorpe, dicembre 1918– agosto 1919
Dopo l'armistizio, l'Alto Commissario ammiraglio Somerset Arthur Gough-Calthorpe venne assegnato come consigliere militare a Costantinopoli. Il suo primo compito fu quello di arrestare tra 160 e 200 persone da parte del governo di Ahmed Tevfik Pascià nel mese di gennaio 1919. In questo gruppo, ne inviò trenta a Malta (esuli di Malta).

#### Lo stabilimento dell'autorità
Gli inglesi raccolsero un certo numero di membri del vecchio governo e l'internarono a Malta, in attesa del processo per presunti crimini di guerra durante la prima guerra mondiale. Calthorpe incluse solo i membri turchi del governo di Tevfik Paşa e le personalità militari/politiche. Egli voleva inviare un messaggio che era in atto un'occupazione militare e la mancata osservanza di essa si sarebbe conclusa con una dura punizione. La sua posizione non venne condivisa dagli altri alleati. La risposta del governo francese a quelle accuse era una "distinzione a svantaggio dei turchi musulmani, mentre i trasgressori bulgari, austriaci e tedeschi non sono stati ancora né arrestati né molestati". Tuttavia, il governo e il sultano capirono il messaggio. Nel febbraio del 1919, gli Alleati vennero informati che l'Impero ottomano era conforme con il suo intero apparato alle forze di occupazione. Qualsiasi fonte di conflitto (tra cui la questione armena) sarebbe stata studiata da una commissione a cui i governi neutrali avrebbero potuto distaccare due sovrintendenti legali. La corrispondenza di Calthorpe al Ministero degli Esteri fu "L'azione svolta per gli arresti è stata molto soddisfacente, ed ha, credo, intimidito il Comitato dell'Unione e Progresso di Costantinopoli".

#### La risoluzione del conflitto

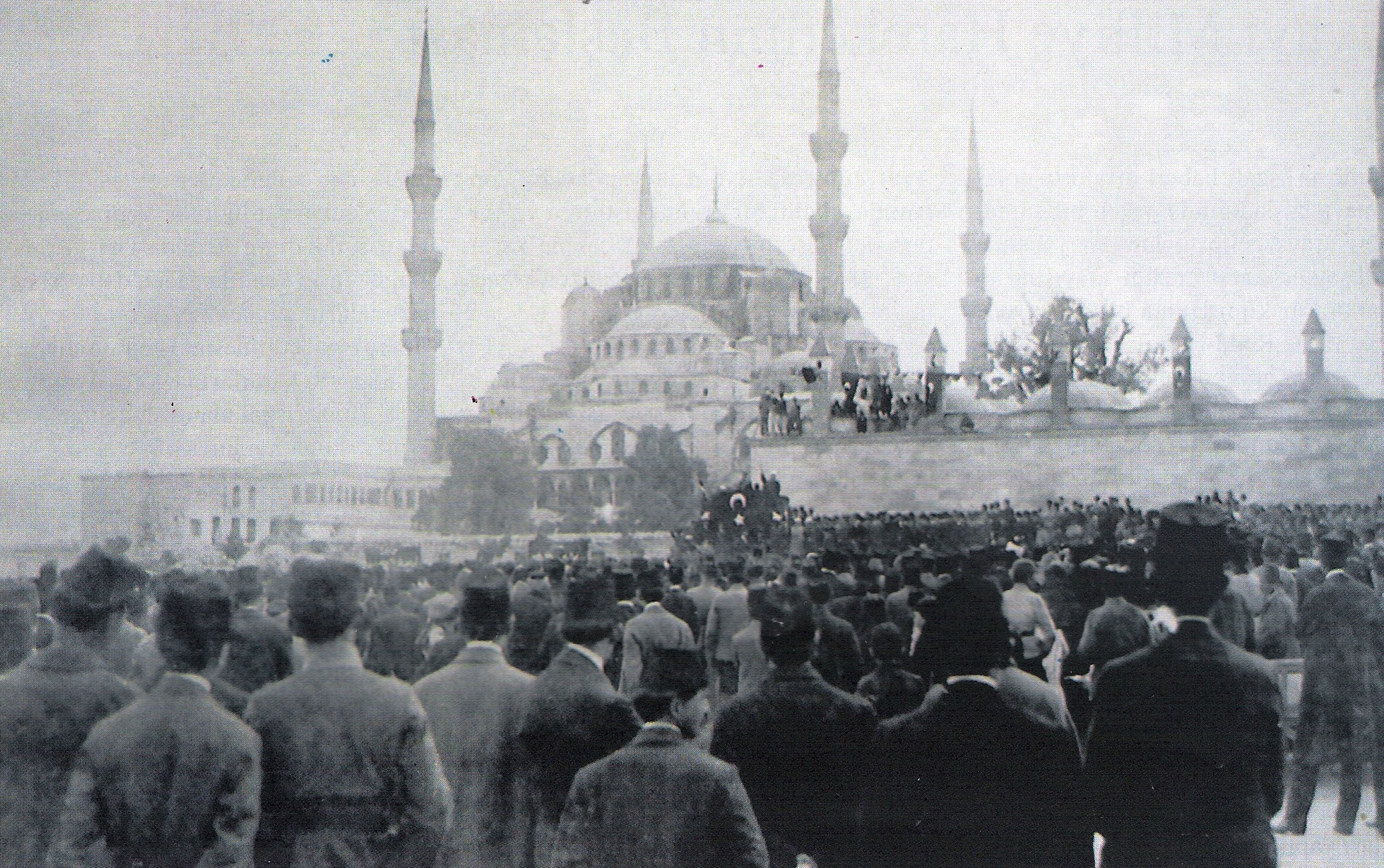
Constantinopoli, 23 maggio 1919: Proteste contro l'occupazione

Il messaggio di Calthorpe venne interamente annotato dal sultano. C'era una tradizione orientale di presentare doni alle autorità durante gravi conflitti; a volte una "caduta di teste". Non c'era obiettivo più alto del preservare l'integrità dell'istituzione ottomana. Se la rabbia di Calthorpe avesse potuto essere calmata scaricando la colpa su alcuni membri del Comitato dell'Unione e Progresso, l'Impero ottomano avrebbe potuto quindi ricevere un trattamento più favorevole alla conferenza di pace di Parigi. I processi iniziarono ad Istanbul il 28 aprile 1919. L'accusa presentò "quarantadue documenti autenticati comprovanti le accuse ivi contenute, molte date di rilevamento, l'identificazione dei mittenti dei codici e delle lettere cifrate ed i nomi dei destinatari." Il 22 luglio, il tribunale militare ritenne diversi imputati colpevoli di sovversione del costituzionalismo con la forza e li giudicò responsabili dei massacri. Durante tutta la loro esistenza, dal 28 aprile 1919 al 29 marzo 1920, i processi ottomani vennero condotti in modo molto scarso e con crescente inefficienza, dato che i presunti colpevoli erano già intesi come sacrificio per salvare l'Impero. Tuttavia, per le autorità di occupazione, era in gioco la legittimità storica degli Alleati. Calthorpe scrisse a Londra: "Dimostra di essere una farsa dannosa per il nostro prestigio e per quello del governo turco." Gli Alleati considerarono i processi ottomani come una parodia della giustizia, così la giustizia ottomana doveva essere sostituita con la giustizia occidentale spostando i processi a Malta come processi "internazionali". I processi "internazionali" rifiutarono di utilizzare qualsiasi prova sviluppata dai tribunali ottomani. Quando vennero organizzati i processi internazionali, Calthorpe venne sostituito da John de Robeck. John de Robeck disse in merito ai processi "che i suoi risultati non possono essere ritenuti per niente". Tutti gli esiliati di Malta vennero rilasciati.

#### Un nuovo movimento

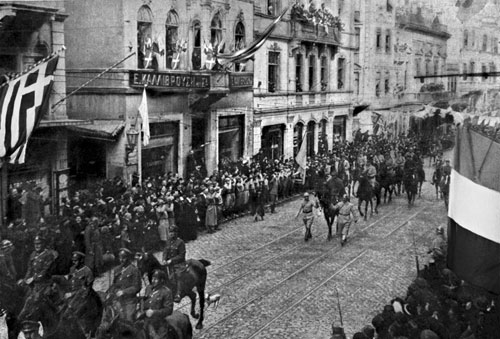
Truppe di occupazione alleate marciano in Grand Rue de Péra

Calthorpe si allarmò quando seppe che il vincitore di Gallipoli era diventato ispettore generale dell'Anatolia e il comportamento di Mustafa Kemal in questo periodo non fece nulla per migliorare la situazione. Calthorpe sollecitò che Kemal venisse richiamato. Grazie agli amici e ai simpatizzanti di Mustafa Kemal negli ambienti governativi, venne raggiunto un "compromesso" per cui il potere dell'ispettore generale venne frenato, almeno sulla carta. "Ispettore generale" divenne un titolo che non aveva il potere di comando. Il 23 giugno 1919, Somerset Arthur Gough-Calthorpe cominciò a capire Kemal e il suo ruolo nella costituzione del Movimento nazionale turco. Inviò una relazione su Mustafa Kemal al Ministero degli Esteri. Le sue osservazioni vennero minimizzate da George Kidson del Dipartimento Orientale. Il capitano Hurst (British Army) a Samsun avvertì Calthorpe ancora una volta sul Movimento Nazionale Turco, ma le sue unità vennero sostituite con una brigata di Gurkha.

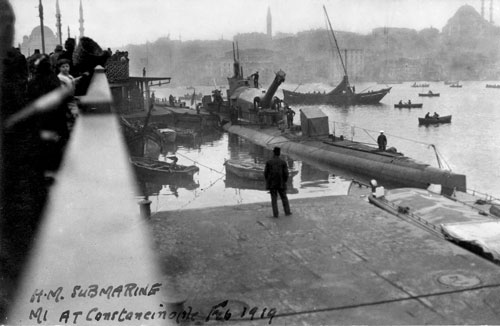
L'HMS M1 a Constantinopoli.

Arthur Gough-Calthorpe venne assegnato a un'altra posizione il 5 agosto 1919 e lasciò Costantinopoli.

### John de Robeck, agosto 1919–1922
Nell'agosto 1919 John de Robeck sostituì Somerset Arthur Gough-Calthorpe con il titolo di "Comandante in Capo del Mediterraneo ed Alto Commissario a Costantinopoli". Fu responsabile delle attività in materia di Russia e Turchia (Movimento Nazionale Turco-Impero Ottomano).
John de Robeck era molto preoccupato dall'umore ribelle del parlamento ottomano. Quando arrivò nel 1920, era preoccupato per le notizie secondo cui considerevoli scorte di armi stavano raggiungendo i rivoluzionari turchi, alcune provenienti da fonti francesi ed italiane. In una delle sue lettere a Londra, chiese: "Contro chi sarebbero impiegate queste fonti?"
A Londra ebbe luogo la conferenza di Londra (febbraio 1920); essa caratterizzò discussioni circa il risolvere i termini del trattato da offrire a Sanremo. John de Robeck ricordò ai partecipanti che l'Anatolia si stava muovendo in una fase di resistenza. C'erano gli argomenti del "Patto Nazionale" (Misak-ı Millî) che circolavano e se questi fossero stati consolidati, ci sarebbe voluto più tempo e più risorse per gestire il caso (caduta dell'Impero ottomano). Cercò di convincere i leader ad agire rapidamente e a controllare il sultano e la pressione dei ribelli (da entrambe le direzioni). Questa richiesta pose problemi imbarazzanti ai più alti livelli: sul tavolo vi erano promesse alla sovranità nazionale e gli Stati Uniti furono veloci a ritirarsi in isolamento.

## Il trattato di Sevres

### Il parlamento ottomano del 1920
Il parlamento ottomano neoeletto a Costantinopoli non riconobbe l'occupazione; esso sviluppò un patto nazionale (Misak-ı Millî). Adottò sei principi, che richiedevano l'autodeterminazione, la sicurezza di Costantinopoli, l'apertura dello Stretto e l'abolizione delle capitolazioni. Mentre a Costantinopoli veniva espressa l'autodeterminazione e la protezione dell'Impero ottomano, il movimento Khilafat in India cercava d'influenzare il governo britannico a proteggere il califfato dell'Impero ottomano e, sebbene fosse principalmente un movimento religioso islamico, la lotta del Califfato stava diventando una parte del più ampio movimento d'indipendenza indiano. Entrambi questi due movimenti (Misak-ı Millî e Movimento Khilafat) condividevano a livello ideologico un sacco di nozioni, sulle quali, durante la conferenza di Londra (febbraio 1920), gli Alleati si concentrarono.
L'impero ottomano perse nella prima guerra mondiale, ma il Misak-ı Milli nel movimento Khilafat locale stava ancora combattendo gli Alleati.

### Il consolidamento della spartizione, febbraio 1920
I piani per la spartizione dell'Impero ottomano dovevano essere consolidati. Alla Conferenza di Londra, il 4 marzo 1920, la Triplice Intesa decise di attuare i suoi precedenti accordi (segreti) e formare quello che sarebbe stato il trattato di Sèvres. In tal modo, ogni forma di resistenza proveniente dall'Impero ottomano (ribellioni, sultano, ecc) avrebbe dovuto essere smantellata. Alle forze militari alleate di Costantinopoli venne ordinato di prendere le azioni necessarie; anche la parte politica aumentò gli sforzi per mettere il trattato di Sèvres per iscritto.
Sul piano politico, i negoziati per il trattato di Sèvres presumevano una regione d'occupazione greca (amministrazione cristiana), una franco-armena (amministrazione cristiana), una italiana (amministrazione cristiana) e una dell'Armenia wilsoniana (amministrazione cristiana) su ciò che era l'Impero ottomano (amministrazione musulmana). I cittadini musulmani dell'Impero ottomano percepirono questo piano come una perdita della loro sovranità. L'intelligence britannica registrò il Movimento Nazionale Turco come un movimento di cittadini musulmani dell'Anatolia. L'agitazione musulmana in tutta l'Anatolia portò due argomenti al governo britannico per quanto riguardava le nuove istituzioni: l'amministrazione musulmana (Impero ottomano) non era sicura per i cristiani; il Trattato di Sèvres era l'unico modo con cui i cristiani potevano essere al sicuro. L'applicazione del trattato di Sèvres non poteva avvenire senza aver represso il Movimento Nazionale (rivoluzionari turchi) di Mustafa Kemal.
Sul piano militare i britannici affermarono che se gli Alleati non avessero potuto controllare l'Anatolia in quel momento, avrebbero potuto almeno controllare Costantinopoli. Il piano era di smantellare tutte le organizzazioni passo dopo passo, a partire da Costantinopoli, e di spostarsi lentamente in profondità in Anatolia. Ciò significava il fronte di quella che sarebbe stato denominata come guerra d'indipendenza turca. Al ministero degli esteri britannico venne chiesto di elaborare un piano per facilitare questo percorso. Il ministero degli esteri britannico sviluppò lo stesso piano che aveva usato durante la rivolta araba. Questa politica di abbattimento dell'autorità separando il sultano dal suo governo e ponendo diversi millet uno contro l'altro, come ad esempio il millet cristiano contro il millet musulmano, era la migliore soluzione se si avesse dovuto utilizzare una minima forza britannica.

## L'occupazione militare di Costantinopoli

### La dissoluzione del parlamento, marzo 1920
L'Ufficio Telegrafico venne occupato il 14 marzo. La notte del 15 marzo le truppe britanniche iniziarono ad occupare gli edifici principali e ad arrestare i nazionalisti turchi. Fu un'operazione molto disordinata. La 10ª Divisione e la scuola di musica militare resistettero all'arresto. Almeno 10 studenti morirono sotto gli spari delle truppe anglo-indiane. Il bilancio totale dei morti è sconosciuto. Il 18 marzo il parlamento ottomano si riunì ed inviò una protesta agli alleati: "È inaccettabile arrestare cinque dei nostri membri", dichiarò il parlamento. Ciò segnò la fine del sistema politico ottomano. La mossa britannica sul parlamento lasciò il sultano come unico controllore dell'Impero; senza il parlamento, il sultano rimase solo con gli inglesi. A partire dal 18 marzo, il sultano divenne il burattino del ministero degli esteri britannico, dicendo: "Non rimarrà nessuno da incolpare per ciò che succederà"; il sultano rivelò la sua versione della dichiarazione di scioglimento in data 11 aprile, dopo che circa 150 politici erano stati esiliati a Malta.
Lo scioglimento del parlamento venne seguito dall'incursione e dalla chiusura della rivista Yeni Gün (Nuovo Giorno). Yeni Gün era di proprietà di Yunus Nadi Abalıoğlu, un giornalista influente, ed era il principale organo mediatico che pubblicava le notizie al mondo esterno.

### La dichiarazione ufficiale, 16 marzo 1920
Il 16 marzo 1920, terzo giorno delle ostilità, le forze alleate proclamarono l'occupazione:
- Gli Alleati assicurarono che non avevano intenzione di assumere il governo.
- Gli Alleati cercarono di tenere aperto lo Stretto e di proteggere gli armeni.
- Gli Alleati persuasero il governo ottomano a denunciare i nazionalisti turchi e ne inviarono molti in esilio.
- Il Sultano istituì il governo di Damat Ferid.[29]»

## La forzatura del trattato di pace

### La fase iniziale della pressione sulla rivolta, aprile-giugno 1920
I britannici sostennero che l'insurrezione dei rivoluzionari turchi avrebbe dovuta essere soppressa dalle forze locali in Anatolia, con l'aiuto dell'addestramento e delle armi britanniche. In risposta ad una richiesta formale al governo britannico, il governo di Costantinopoli nominò ispettore generale straordinario dell'Anatolia Süleyman Şefik Paşa e un nuovo esercito di sicurezza, il Kuva-i Inzibatiye, per far rispettare il controllo del governo centrale con il sostegno britannico. I britannici supportarono anche i gruppi di guerriglia locali nel cuore dell'Anatolia (erano ufficialmente chiamati "armate indipendenti") con armi e denaro.
Alla fine, queste forze non ebbero successo nel reprimere il movimento nazionalista. Uno scontro al di fuori di İzmit si espanse rapidamente, con le forze britanniche che aprirono il fuoco contro i nazionalisti e li bombardarono dal cielo. Anche se l'attacco costrinse i nazionalisti a ritirarsi, la debolezza della posizione britannica era stata resa evidente. Il comandante britannico, il generale George Milne chiese rinforzi di almeno ventisette divisioni. Tuttavia, il governo britannico non era disposto a incanalare queste forze, poiché un dispiegamento di queste dimensioni avrebbe potuto avere conseguenze politiche che andavano oltre la capacità di gestione del governo britannico.
Alcuni esiliati circassi, emigrati nell'impero dopo il genocidio circasso, potrebbero aver appoggiato gli inglesi, in particolare Ahmet Anzavur, che guidò il Kuva-i Inzibatiye e devastò la campagna. Altri, come Hussein Reuf Orbay, che era di origini ubykh, rimasero fedeli ad Atatürk, e vennero esiliati a Malta nel 1920 quando le forze britanniche presero la città. Gli inglesi accettarono rapidamente il fatto che il movimento nazionalista, che si era rafforzato durante la prima guerra mondiale, non poteva essere affrontato senza lo schieramento di forze coerenti e ben addestrate. Il 25 giugno il Kuva-i Inzibatiye venne smantellato su consiglio degli inglesi, mentre stava diventando un ostacolo.

### La presentazione del Trattato al Sultano, giugno 1920
I termini del trattato vennero presentati al sultano a metà di giugno. Il trattato era più duro di quanto si aspettasse. Tuttavia, a causa della pressione militare posta sull'insurrezione da aprile a giugno del 1920, gli Alleati non si aspettavano che ci sarebbe stata alcuna seria opposizione.
Nel frattempo, però, Mustafa Kemal aveva istituito un governo rivale ad Ankara, con la Grande Assemblea Nazionale. Il 18 ottobre, il governo di Damat Ferid venne sostituito da un ministero provvisorio sotto Ahmed Tevfik come gran visir, che annunciò l'intenzione di convocare il Senato con lo scopo di ratificare il trattato, a condizione che venisse raggiunta l'unità nazionale. Ciò richiese la ricerca della cooperazione con Mustafa Kemal. Quest'ultimo espresse disprezzo per il trattato e iniziò un assalto militare. Di conseguenza, il governo turco emise una nota per l'Intesa che la ratifica del trattato era impossibile in quel momento.

## Fine dell'occupazione
Il successo del Movimento Nazionale Turco contro i francesi e i greci venne seguito dalla minaccia delle sue forze alle forze Alleate a Çanakkale. I britannici decisero di contrastare ogni tentativo di penetrare nella zona neutra dello Stretto. Kemal venne convinto dai francesi ad ordinare alle sue forze di evitare qualsiasi incidente a Çanakkale. Tuttavia, la crisi di Çanakkale quasi provocò le ostilità, che vennero evitate l'11 ottobre 1922, quando venne firmato l'armistizio di Mudanya, che portò a termine la guerra d'indipendenza turca.  La gestione di questa crisi causò il crollo del governo di David Lloyd George il 19 ottobre 1922.

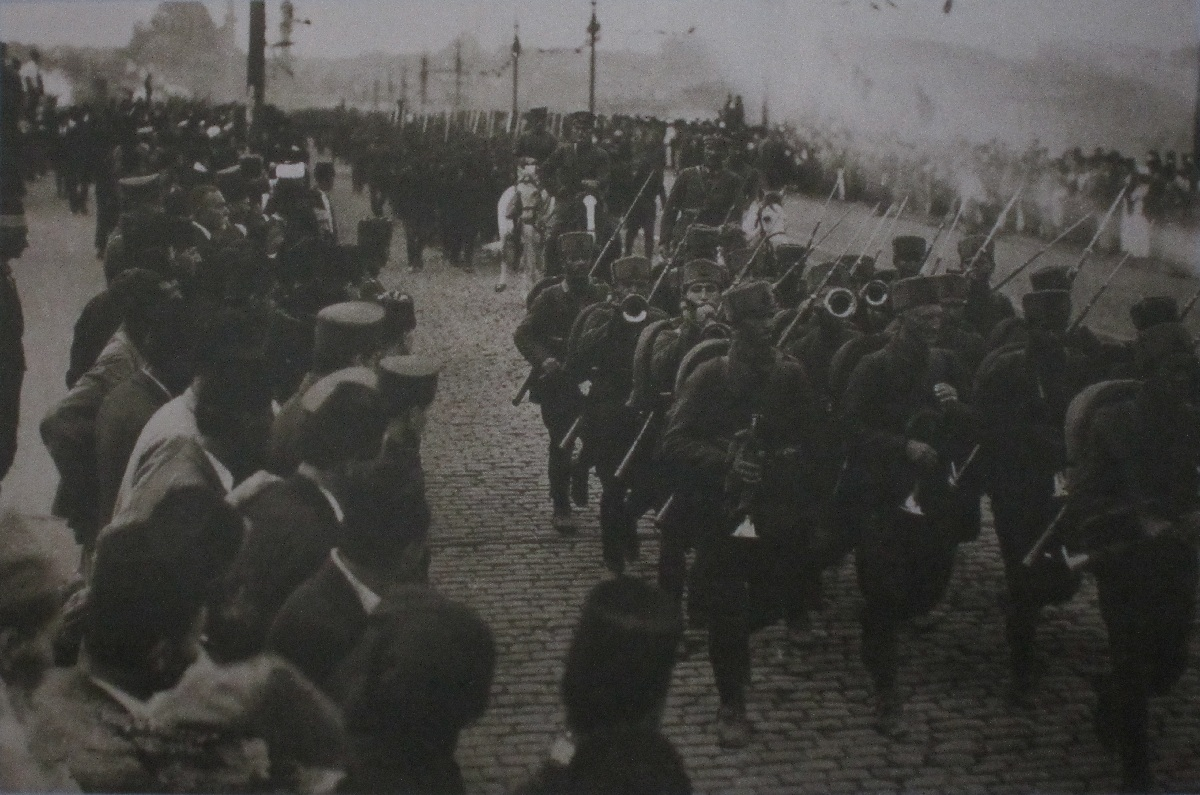
Truppe turche entrano a Costantinopoli (Istanbul) il 6 ottobre 1923.

Dopo la guerra d'indipendenza turca (1919-1922), la Grande Assemblea Nazionale Turca ad Ankara abolì il Sultanato il 1º novembre 1922 e l'ultimo sultano ottomano, Mehmet VI, venne espulso dalla città. Salpando a bordo della nave da guerra britannica HMS Malaya il 17 novembre 1922, andò in esilio e morì a Sanremo il 16 maggio 1926.
I negoziati per un nuovo trattato di pace con la Turchia iniziarono nella conferenza di Losanna il 20 novembre 1922 e riaprirono dopo una pausa il 23 aprile 1923. Ciò portò alla firma del trattato di Losanna il 24 luglio 1923. In base ai termini del trattato, le forze alleate iniziarono ad evacuare Costantinopoli il 23 agosto 1923 e completarono il compito il 4 ottobre 1923 - partendo le truppe britanniche, italiane e francesi pari passo.
Le forze turche del governo di Ankara, comandate da Şükrü Naili Paşa (III Corpo d'armata), entrarono in città con una cerimonia il 6 ottobre 1923, che venne contrassegnato come il Giorno della Liberazione di Istanbul (in turco: İstanbul'un Kurtuluşu) e viene commemorato ogni anno per il suo anniversario. Il 29 ottobre 1923 la Grande Assemblea Nazionale della Turchia dichiarò l'istituzione della repubblica turca, con Ankara come capitale. Mustafa Kemal Atatürk divenne il primo presidente della Repubblica.

## Lista degli Alti Commissari Alleati
Francia:
- novembre 1918 – gennaio 1919: Louis Franchet d'Esperey
- gennaio 30, 1919 – dicembre 1920: Albert Defrance
- 1921– 22 ottobre 1923: Maurice César Joseph Pellé

Italia:
- novembre 1918 – gennaio 1919: conte Carlo Sforza
- settembre 1920 – 22 ottobre 1923: marchese Eugenio Camillo Garroni

Regno Unito: 
- novembre 1918 – 1919: ammiraglio Somerset Arthur Gough-Calthorpe, anche Comandante in Capo, Mediterranean Fleet
- agosto 1919 – 1920: ammiraglio John de Robeck, anche Comandante in Capo, Mediterranean Fleet
- 1920 – 22 ottobre 1923: sir Horace Rumbold (allora ambasciatore britannico)

Regno di Grecia:
- 1918–1923: Efthymios Kanellopoulos